# Szikszó (distrikt)
Szikszó är ett distrikt i Ungern. Det ligger i provinsen Borsod-Abaúj-Zemplén, i den norra delen av landet, 170 km nordost om huvudstaden Budapest.